# Roewe W5
Roewe W5 - средне размерный внедорожник, сделанный на основе рестайлингого SsangYong Kyron производимый Roewe в Китае.  

## Обзор
Roewe W5 создан на базе SsangYong Kyron и продавался исключительно в Китае. Он оснащен 1,8-литровым четырехцилиндровым двигателем с турбонаддувом мощностью 119 кВт (161 л.с.), который также используется в Roewe 750 и 550. Автомобиль также был доступен в полноприводном формате с 3,2-литровым рядным двигателем Mercedes-Benz M104 мощностью 162 кВт (220 л.с.).
W5 почти полностью копирует своего соплатформенного корейского брата SsangYong Kyron, начиная от части салоном дисками цветами кузова, заканчивая дизайном внешней части: С обоих сторон W5 почти точно копирует Kyron